# Ложкін Борис Євгенович
Бори́с Євге́нович Ло́жкін (нар. 23 жовтня 1971, Харків) — український політик і підприємець, заснованик та президент Українського Медіа Холдингу, колишній власник UMH Group (1994—2013). Радник Міністра економіки України (1997—1998). Депутат Харківської міської ради (1998—2002). Член Ради підприємців при Кабінеті Міністрів України (2003). Президент Української Асоціації видавців періодичної преси (2004—2006). Член президії Федерації роботодавців медійної галузі України (2012). Глава Адміністрації Президента України (2014—2016). Позаштатний радник Президента України (2015—2019). Заступник голови Національної ради реформ України (2015—2019). Секретар Національної інвестиційної ради України (2016—2018). Президент Єврейської конфедерації України (з травня 2018 року). Віцепрезидент Всесвітнього єврейського конгресу (з червня 2018 року). Перший віцепрезидент Євроазійського єврейського конгресу (з березня 2019 року). Віцепрезидент Європейського Єврейського Конгресу (з 27 жовтня 2020 року).

## Життєпис
Народився 23 жовтня 1971-го у Харкові. 1986 року закінчив харківську середню школу № 99.
З 1985 року (у віці 14 років) паралельно з навчанням почав журналістську кар'єру як позаштатний кореспондент газет «Ленінська зміна» та «Вечерний Харьков». У 1988 став штатним журналістом газети «Вечерний Харьков», спеціалізуючись на кіно, телебаченні, а також інтерв'ю з радянськими зірками.
1992 року закінчив курс «Менеджер вищої ланки управління» факультету міжнародного менеджменту та комерції Харківської філії недержавного Міжнародного інституту гуманізації та розвитку освіти (США).
1994/1997 року закінчив Харківський державний педагогічний інститут за спеціальністю «Російська мова й література».

### Бізнес
У 1989 році розпочав свою підприємницьку діяльність, створивши в Харкові торговельну мережу з продажу газет і журналів. Через рік вклав свої перші гроші в комерційну газету АТВ і став головним редактором видання.
Навесні 1994 зібрав редакцію та розпочав підготовку до випуску газети «Теленеделя», перший номер якої вийшов 27 жовтня того ж року у Харкові. Видання стало першою в Україні газетою телегідом. Менше ніж за рік, йому вдалося вивести «Теленеделю» на національний рівень: газета стала виходити у Києві, Запоріжжі та Дніпропетровську. Наступного 1996 року «Теленеделя» розширила географію виходу на Донецьк, Одесу та Крим.
У 1998 році починається видання газети «Деловая неделя», згодом проданої Вадиму Рабіновичу. Того ж року Ложкін підписав контракт на видання газети «Аргументи і факти» в Україні.
У 1999 році Борис Ложкін у партнерстві з групою Приват придбав у російського видавничого дому «Комсомольская правда» 6 підприємств «КП в Україні» і стає видавцем газети «Комсомольська правда в Україні». Пізніше було запущено також локальні версії «Експрес-газети» та «Известий».
У 2000 році на базі Українського Медіа Холдингу заснував в Україні міжнародний медіахолдинг UMH group.
У 2001 році запустив першу радіостанцію.
У 2002 році в партнерстві з Геннадієм Боголюбовим створив поліграфічну компанія «Укрполіграфмедіа» та підписав контракт з французькою групою засобів масової інформації та медіа Lagardère про початок мовлення в Україні радіостанції «Європа плюс».
У 2005 році розпочав видавництво журналів «Теленеделя» та «Футбол» у Росії.
У 2006 році започаткував низку медіа проектів в складі свого медіахолдингу, серед яких football.ua — що став один з найпопулярніших вітчизняних сайтів про футбол.
У 2008 році під керівництвом Ложкіна УМХ першим серед українських медіа-компаній провів приватне розміщення на Франкфуртській фондовій біржі, отримавши $ 45 млн за 15 % акцій і отримавши капіталізацію в 300 мільйонів доларів США.
У 2011 Борис Ложкін підписав контракт з компанією Forbes Media на право Видавничого дому УМХ випускати в Україні глянець «Forbes Украина», російськомовну локалізовану версію американського ділового журналу Forbes.
У 2012 році Ложкін об'єднав інтернет-активи з KP Media (контролювалася Петром Порошенком) та «Медіа Групою Україна» (контролювалася Рінатом Ахметовим) в компанію United Online Ventures. Того ж року уклав договір про стратегічне партнерство з американським видавничим домом Condé Nast, і з наступного 2013 року розпочав в Україні видавництво жіночого глянцю «Vogue Украина», російськомовної локалізованої версії американського модного журналу Vogue.

#### UMH Group
United Media Group, заснована Ложкіним фактично на базі газети «Теленеделя» наприкінці 90-х років, з сукупним тиражем власних видань в районі 58 млн примірників, одній з перших в Україні вдалося започаткувати стратегічне партнерство з провідними західними медіа-компаніями. Розвиваючи інтернет-напрямок свого медіа-бізнесу Борис Ложкін створив актив, який покривав 50 % української інтернет-аудиторії, входячи до ТОП-5 компаній, що оперують на українському ринку, серед яких були міжнародні корпорації Google, Mail.Ru і Yandex. Згідно даних за вересень 2013, UMH Group керував портфелем з понад 50 брендів, займав провідні позиції на ринках інтернету, радіо та преси в Україні, а в Росії увійшов в топ-10 гравців видавничого ринку. Станом на 2013 рік провідними активами компанії були «Forbes Украина», «Vogue Украина», «Корреспондент», «Теленеделя», i.ua, bigmir.net, football.ua, «Ретро FM», «Наше радіо», Europa Plus, «Авторадіо». Станом на 2014 рік холдинг також видавав тижневик «Фокус», українську версію «Известий», «За рулем», «Футбол», низку радіостанцій, тощо.
Виторг медіахолдингу у 2012 році склав $151,6 млн. У 2013 року зайняла 15 сходинку в рейтингу 25 найбільших медіакомпаній колишнього СРСР за оцінкою видання «РБК-Украина». Станом на 2013 рік медіа-холдинг було визнано найбільшою видавничою компанією України, а загальний тираж його видань становив близько 115 млн примірників. З українських компаній UMH Group поступилась тільки холдингу Пінчука, обійшовши медіагрупи Коломойського, Фірташа та Ахметова.
В огляді найбільших російськомовних друкованих брендів, що став однією з частин доповіді на Всесвітньому Конгресі WAN-IFRA 2013 у Бангкоку, журнал «Теленеделя» з аудиторією 5,2 млн читачів, що містить інтерв'ю з представниками шоубізнесу, фоторепортажі та проєкти за їх участі, був визначений лідером України і зайняв 1 місце, та 6 місце на ринку Росії в рейтингу на базі даних підрозділів дослідницької компанії TNS у Росії, Україні та Казахстані у рамках планових вимірів аудиторії видань серед понад 300 проаналізованих брендів, топ-10 з яких було виділено за максимальними показниками за період 2012—2013 років. Журнал став єдиним українським брендом, який увійшов до топ-10. До приходу до Росії у 2005 році видання 11 років успішно розвивалося на українському ринку, будучи лідером серед журналів. За словами Ложкіна, «Теленеделя» стала локомотивом, який потягнув за собою весь нинішній склад видань холдингу.

#### Продаж
У червні 2013 Борис Ложкін оголосив про укладення угоди з продажу 98 % акцій UMH group групі компаній ВЕТЕК Сергія Курченка. Експертна оцінка суми угоди, публікувалася в пресі — $ 450—500 мільйонів. За даними «Forbes — Україна», операція з продажу UMH Group стала 4-ю в топ-10 найбільших M&A-угод в Україні за перше півріччя 2013.
Щоб закрити цю операцію, Ложкін викупив у Порошенка його пакет в KP Media.
5 листопада 2013 року оголосив про дострокове закриття угоди з продажу компанії ВЕТЕК 99,9 % акцій UMH group. Всі фінансові зобов'язання за угодою були повністю виконані.
Практично усі авторитетні інвестиційні банкіри та експерти позитивно оцінили результати продажу медіа-холдингу, проведеного Борисом Ложкіним. Зокрема, інвестиційний банкір Андрій Пивоварський назвав угоду «сильною для акціонерів компанії», а мільярдер Віктор Пінчук заявив: «З точки зору бізнесу, вважаю це правильним і своєчасним рішенням, і що з цією угодою його можна тільки привітати».
За словами самого Ложкіна: «Акціонери UMH group та партнери задоволені результатами угоди».
Про подальші плани після продажу UMH Group Ложкін заявляв наступне: «Мені було б дуже цікаво побудувати компанію, може бути, ще більшого, ніж UMH, масштабу. Якщо говорити про медіа, то це зробити складно через маленький розмір ринку, але це здійсненна задача для компанії, яка б займалася, наприклад, електронною комерцією».

## Громадська діяльність
- Разом з Ігорем Душиним заснував фонд «Молодий Харків» (1997).
- У 1997—1998 був радником міністра економіки України Віктора Суслова.
- Депутат Харківської міськради (1998—2002).
- Член ради підприємців при Кабінеті міністрів України (2003).
- Президент Української Асоціації видавців періодичної преси (2004—2006).

Член експертної ради програми «Акули бізнесу» телеканалу ICTV (разом з Євгеном Черняком, Олександром Кардаковим, Оксаною Калетник, 2010). Член президії Федерації роботодавців медійної галузі України (2012).
Разом з Адміністрацією Президента України виступив організатором Всесвітнього газетного конгресу WAN-IFRA в Києві (2012).
2013 — виступив на Конгресі WAN-IFRA в Бангкоку, ставши єдиним доповідачем — представником країн колишнього Радянського Союзу.

## Президент Єврейської конфедерації України
В травні 2018 року Ложкін обраний президентом Єврейської конфедерації України. У вересні 2018 року конфедерація оголосила про старт проєкту «Праведники мого міста», що передбачав перейменування вулиць, площ та скверів іменами праведників народів світу, які жили в Україні. «Праведники» — звання, що присуджується ізраїльським меморіалом Яд Вашем людям неєврейської національності, які з ризиком для життя рятували євреїв під час Голокосту. В Україні є 2,6 тис. праведників. Також Ложкін є віцепрезидентом Світового єврейського конгресу.
2019 року за ініціативи Ложкіна Єврейська конфедерація України започаткувала міжнародний форум «Kyiv Jewish Forum» для обговорення питань, що постають перед єврейськими громадами. Перший KJF відбувся у Києві і зібрав понад 500 гостей.
Другий та третій KJF через пандемію covid відбувалися в онлайн-форматі у співпраці з провідним ізраїльським медіа The Jerusalem Post та всесвітньо відомими єврейськими організаціями The Center for Jewish Impact, and the Combat Antisemitism Movement.
Четвертий KJF відбувся у лютому 2023 року, у перші роковини повномасштабного російського вторгнення в Україну, і був присвячений консолідації двопартійної та двопалатної підтримки України з боку Конгресу США. Його було організовано за підтримки провідного єврейського медіа Tablet. Студії працювали одночасно у Вашингтоні, Лондоні та Києві.
П'ятий Форум було проведено у Вашингтоні в листопаді 2024 року після президентських і конгресових виборів у США. Партнером п'ятого KJF виступив The Jerusalem Post. На форумі обговорювався вплив виборів у США на подальший розвиток війн в Україні та Ізраїлі, а також подальший розвиток україно-американських, американо-ізраїльських та україно-ізраїльських відносин.
Щорічна аудиторія форумів сягає понад 1 млн користувачів. Гостями та спікерами є президенти та прем'єр-міністри України та Ізраїлю, а також представники Держдепартаменту та Конгресу США, Єврокомісії, ООН, урядів і дипломатів багатьох країн, а також лідери єврейських організацій та громад, науковці та лідери громадських думок.

## Глава Адміністрації Президента

### Призначення
Указом Президента Порошенка № 519/2014 від 10 червня 2014 року Борис Ложкін призначений Главою Адміністрації Президента України.
У грудні 2014 року назвав причини, через які він прийняв пропозицію Порошенка очолити Адміністрацію Президента: «Перша причина, природно — це президент, якого я поважаю і з яким у мене довга історія позитивних взаємовідносин. Я розумів, що потрібно на цьому етапі підставити плече. Друга — це менеджерський виклик. Одна справа UMH, хоча це теж непроста компанія, а інше — адміністрація Президента. І третя, не менш важлива — вони всі важливі — це сплеск патріотизму. Він в цьому році проявився у багатьох людей, у мене теж. Це ірраціонально, напевно».

### Нова кадрова політика
Після призначення Бориса Ложкіна Главою Адміністрації Президента України на державні посади почали залучати менеджерів з приватного сектора, а також держуправлінців, що мають успішний досвід проведення реформ в інших країнах. За участю Бориса Ложкіна в 2014 році на роботу в Адміністрацію Президента прийшли генеральний директор компанії «Майкрософт Україна» Дмитро Шимків (заступник голови АП, відповідає за реформи) і партнер юридичної фірми «Василь Кісіль і Партнери» Олексій Філатов (заступник голови АП, відповідає за судову реформу). Наприкінці 2014 року команда Президента делегувала до складу уряду і інших органів влади професійних менеджерів-технократів з-за кордону, кандидатури яких підбирав Борис Ложкін. Тоді до складу Кабінету Міністрів України, затвердженого Верховною Радою України 2 грудня 2014 року, увійшли: екс-громадянка США Наталія Яресько (міністр фінансів), колишній громадянин Литви Айварас Абромавичус (міністр економічного розвитку і торгівлі), а також екс-громадянин Грузії Олександр Квіташвілі (міністр охорони здоров'я до 14 квітня 2016).

### Реформи
У липні 2014 року Борис Ложкін зайнявся координацією роботи групи співробітників АП та експертів, які розробляють середньостроковий план розвитку і реформування України — "Стратегія сталого розвитку «Україна-2020». Підсумковий затверджений план включив в себе 62 напрямки реформ в економіці, політичній і соціальній сферах. З них пріоритетними визначено вісім реформ і дві програми. Важливою особливістю документа є те, що він визначає 25 ключових показників успішності розвитку країни.
Після дострокових виборів до Верховної Ради України, що пройшли 26 жовтня 2014 року, Борис Ложкін координував роботу зі створення парламентської Коаліційної угоди — ключового документа, що визначає план дій української влади на найближчий час.
2014 — на початку 2015 — опікувався процесом законодавчого позбавлення прокуратури функції загального нагляду, а також створення Національного антикорупційного бюро. В цей же час координував створення і функціонування Ради з питань судової реформи. Ініціативи Ради були схвалені Верховною Радою: прийнятий закон «Про справедливий суд», в першому читанні прийняті зміни до Конституції щодо перегляду питання про недоторканність суддів.
3 червня 2015 року Президент Порошенко призначив Ложкіна заступником голови Національної ради реформ.
7 червня 2016 року відбулося засідання Національної ради реформ, на якому були підбиті підсумки реформ 2014—2016 років. За словами Ложкіна, «за два роки Україні на шляху реформування вдалося зробити те, на що іншим знадобилося 5, 10 і навіть 15 років». Глава АП відзначив прогрес реформ в сфері оборони та правоохоронних органів, євроінтеграції, дерегуляції, держзакупівель, газовій галузі, боротьби з корупцією, у судовій, податковій сферах тощо.
29 серпня 2016 року залишив посаду голови АП та був призначений секретарем Національної інвестиційної ради (на громадських засадах).Також 29 серпня 2016 року він був призначений позаштатним радником Президента України. На посаду голови АП було призначено Ігоря Райніна. 2 травня 2017 року інформагентство «Українські новини» повідомило, що Борис Ложкін більше не значиться у списку діючих позаштатних радників Президента, але значиться у списку звільнених станом на 25 квітня 2017 року.
Член РНБО (16 червня 2014 — 29 серпня 2016).

## Національна інвестиційна рада
Положення про Національну інвестиційну раду було затверджено Указом Президента № 365/2016 від 29 серпня 2016 года. Завданням Ложкіна як секретаря Національної інвестиційної ради, за словами Порошенка, стало перетворення Національної інвестиційної ради в потужний інструмент формування інвестиційної політики держави. «Борис Ложкін — найкраща кандидатура на роль ключового менеджера і комунікатора у питанні залучення інвестицій в економіку», зазначив Порошенко.
Згідно Указу Президента, основними завданнями Ради є:
- розроблення пропозицій щодо стимулювання та розвитку інвестиційної діяльності в Україні, формування привабливого інвестиційного іміджу України, у тому числі з урахуванням найкращої міжнародної практики;
- сприяння формуванню основних напрямів державної політики щодо поліпшення інвестиційного клімату в Україні;
- напрацювання пропозицій щодо стратегічних напрямів розвитку інвестиційного потенціалу України, стимулювання іноземних та національних інвестицій в розвиток економіки держави;
- вивчення ініціатив та потенційних пропозицій щодо інвестиційних проектів, а також практики взаємодії суб'єктів інвестиційної діяльності з державними органами;
- аналіз та узагальнення проблем, які перешкоджають інвестуванню в економіку України, підготовка пропозицій щодо шляхів їх вирішення, зокрема щодо заходів зі сприяння захисту прав інвесторів;
- участь в опрацюванні проектів актів законодавства з питань інвестиційної діяльності.

Одним з ключових напрямків діяльності Національної інвестиційної ради є розробка і впровадження змін у законодавчій сфері. «Держава повинна проявити ініціативу в законодавчій сфері, щоб гарантувати підтримку і захист великих інвестицій. Тут можна сміливо використовувати вже існуючі успішні кейси. Наприклад, з досвіду Алжиру, де практикуються контракти між владою та інвесторами. Вони укладаються на рівні прем'єра чи президента з конкретним інвестором і за певним проектом. Таким чином держава дає юридичну гарантію для цієї інвестиції», — зазначив Борис Ложкін.
У серпні 2016 року Ложкін заявив, що згоду на участь в Національній інвестиційній раді вже дали американський фінансист Джордж Сорос, виконавчий директор компанії Unilever Пол Полман, керівництво азербайджанської державної компанії Socar.
10 жовтня 2017 року Порошенко підписав указ про формування складу Національної інвестиційної ради, включивши в нього представників компаній-стратегічних інвесторів, які вже працюють або мають намір працювати в Україні. До Ради увійшли СЕО і голови правлінь компаній Cargil, General Electric, ArselorMittal, Louis Dreyfus, Socar, Citigroup, Engie, Metro, Unilever, Holtec, DP World, Vitol, Bunge, Posco Daewoo и Huawei. 7 лютого 2018 року Указом Президента України Бориса Ложкіна було звільнено з посади секретаря Національної інвестиційної ради.

## Повернення до бізнес-діяльності
27 травня 2016 року Ложкін та колишній міністр інфраструктури Андрій Пивоварський створили інвестиційну компанію «Самаан Капітал». Її єдиний акціонер — кіпрська «Енсістар Лімітед», кінцевий бенефіціар — Борис Ложкін. Директор компанії — Андрій Пивоварський. На етап створення інвестиційних фондів і залучення інших інвесторів, за словами Ложкіна, компанія планувала вийти у 2019 році.

## Благодійна діяльність
2014 — було засновано Благодійний фонд Бориса Ложкіна. Керівник — Надія Шаломова. В рамках проекту «Мистецтво заради життя» у 2015 і 2016 роках було проведено два благодійних аукціони на підтримку київського Медичного центру дитячої хірургії та кардіології під керівництвом відомого дитячого кардіохірурга, доктора медичних наук, професора Іллі Ємця. Для участі в проекті свої роботи надали десятки відомих українських художників. Кошти від продажу картин на аукціоні пішли на придбання сучасного медичного обладнання для потреб Центру Ємця.
Також у лютому 2016 року фонд з американською благодійною організацією Supplies Over Seas (SOS) передав лікарням Харкова медичне приладдя та обладнання на $152 тис.
У травні 2016 року підтримав благодійний проект створення виїзних таборів з вивчення іноземних мов для дітей із зони АТО в рамках проекту GoGlobal. ГО GoGlobal займається промоцією вивчення іноземних мов в Україні. Кошти на цей проект були зібрані 23 травня 2016 року під час благодійного вечора, в якому взяли участь представники вітчизняного бізнесу, а також благодійних фондів, зокрема фонд Ложкіна. Було зібрано 1,5 млн грн, переданих на організацію дитячих мовних таборів у 126 містах України, а також виїзного табору для дітей із Донецької та Луганської областей. Фонд співпрацює з фондом «Таблеточки».
30 грудня 2017 року — відкрито Відділення постінтенсивного догляду та реабілітації передчасно народжених дітей на базі Інститут педіатрії, акушерства та гінекології НАМН України. Відділення створено за кошти фонду Ложкіна, зібрані на аукціоні «Мистецтво заради життя» (червень 2017-го). Було проведено капітальну реконструкцію приміщення та придбано сучасне обладнання для проведення інтенсивної терапії дітям з перинатальною патологією.
У жовтні 2018 Борис Ложкін і Надія Шаломова передали Центру дитячої кардіології та кардіохірургії апарат штучного кровообігу Maquet HL 20, придбаний на кошти, отримані в ході четвертого аукціону «Мистецтво заради життя».
У листопаді 2019 року за кошти, зібрані на п'ятому благодійному аукціоні «Мистецтво заради життя», був придбаний і встановлений в Центрі дитячої гепатології апарат для проведення надточних ультразвукових досліджень, а також була обладнана палата інтенсивної терапії.

## Нагороди та досягнення
- Кандидат філологічних наук.
- Заслужений журналіст України (4 червня 2003) — за вагомий особистий внесок у розвиток вітчизняної журналістики, високу професійну майстерність[59]
- 2003 — «Людина року-2003» в номінації «Підприємець року»[60].
- Учасник топ-100 впливових українців журналу «Кореспондент» (2003)[61].
- 2008 — «Найкращий медіа-менеджер Росії 2008»[62][63] і переможець українського конкурсу «Підприємець року».
- Учасник рейтингу найзаможніших людей України від журналу «Фокус», версія 2013 (№ 101 списку з активами в $ 126 млн.)[64].
- Учасник рейтингу найзаможніших людей України від журналу «Кореспондент», версія 2013 (№ 70 у списку, статок — $ 144 млн.).
- За підсумками 2013 увійшов до трійки найкращих топ-менеджерів України за версією журналу «Компаньйон».
- Згідно з даними рейтингу, опублікованого виданням AIN.UA, Борис Ложкін увійшов до ТОП-8 людей, які найбільше вплинули на розвиток української інтернет-галузі в 2013 році[65].
- травень 2017 — премія «Слід у рекламі», яку вручає Всеукраїнська рекламна коаліція за внесок у становлення і розвиток рекламно-комунікаційного ринку в Україні[66].

## Книги
- «Чи є майбутнє у Харкова?». Харків, 1998. У співавторстві з Ігорем Душиним.
- «Вибори: технології виборчих кампаній». Харків, 1998. І. Душин, А. Сисун, Б. Ложкін.
- «Четверта республіка. Чому Європі потрібна Україна, а Україні — Європа». Харків, 2016. У співавторстві c Володимиром Федоріним.

Книга «Четверта республіка» вийшла у видавництві «Фоліо» 18 березня 2016 року українською та російською мовами. Через два місяці вийшов також переклад англійською, а восени 2016 року — німецькою. Перший тираж склав 6000 примірників — по три тисячі українською та російською. Згодом видавництво вже приступило до випуску другого видання книги. Робота над авторським текстом книги «Четверта республіка» велася з травня по грудень 2015 року.
Головною мотивацією для написання книги Борис Ложкін назвав бажання відповісти на питання, винесене в підзаголовок видання: «Чому Європі потрібна Україна, а Україні — Європа?». «Ця книга про те, що з Україною можна і потрібно мати справу. Наша країна не повинна перетворитися в failed state. Навпаки, в ній — рішення проблем для Європи, а не їх джерело. Україні потрібна Європа — як союзник і джерело цінностей. Європі потрібна Україна — як нагадування про сенс самого європейського проекту і про те, що історія не закінчена. Я хочу довести, що в України є майбутнє, показати, яким воно мені видається, і розповісти, що саме робиться і має бути зроблено для того, щоб це майбутнє було досягнуто», — написав Борис Ложкін.
18 березня в готелі «Інтерконтиненталь» у Києві відбулася презентація книги «Четверта республіка». На захід було запрошено понад 600 осіб — політики, журналісти, бізнесмени, громадські діячі. Презентацію в тому числі відвідали президент України Петро Порошенко, прем'єр-міністр Арсеній Яценюк і спікер Верховної Ради Володимир Гройсман. 23 квітня 2016 Борис Ложкін і Володимир Федорін презентували книгу в Харкові перед студентами ХНПУ ім. С. Сковороди. 24 квітня 2016 року відбулася презентація книги в рамках міжнародного літературного фестивалю «Книжковий Арсенал».
17 вересня 2016 року за книгу «Четверта республіка» Борис Ложкін та Володимир Федорін отримали спеціальну відзнаку президента львівського Форуму видавців Олександри Коваль. Під час презентації книги на Форумі видавців у Львові гендиректор «Фоліо» Олександр Красовицький повідомив, що за 5 місяців з моменту виходу в світ «Четверта республіка» стала бестселером і найбільш продаваною українською книгою серед суспільно-політичних видань. Станом на вересень 2016 року було продано 11 тисяч накладу книги. 21 жовтня 2016 року книга Ложкіна була презентована у Європі — на Франкфуртській книжковій ярмарці.

## Критика
Українські ЗМІ неоднозначно відреагували на призначення Ложкіна головою Адміністрації президента.
Зважаючи на багаторічну діяльність Ложкіна в просуванні російських і російськомовних ЗМІ в Україні, його визнано одним із очільників зросійщення українського медійного простору та русифікації України.
Газета «Експрес» оприлюднила у грудні 2014 року журналістське розслідування, у якому закидає Ложкіну
ухиляння від сплати податків в Україні в особливо великих розмірах,
співпрацю з одіозним Сергієм Курченком.
Сам Ложкін заявив, що угода з продажу UMH була укладена ще до його приходу на держслужбу. «Це історія 2013 року. Це був звичайний бізнес ще до мого приходу на держслужбу» — Б.Ложкін.

## Родина
Дружина — Надія Шаломова. Дочка — Анастасія (народилася у 1994 р.)